# Memantin
Memantin se používá k léčbě středně závažné až závažné Alzheimerovy choroby. Působí na glutamátergní systém tím, že blokuje NMDA receptory. Syntetizován Eli Lilly and Company v roce 1968 jako potenciální prostředek k léčbě cukrovky; NMDA aktivita byla objevena v roce 1980.

## Lékařské použití
Memantin se používá k léčbě středně závažné až závažné Alzheimerovy choroby, a to zejména pro lidi s intolerancí nebo kontraindikací k inhibotorům  AChE (acetylcholinesteráza) .
Memantin byl spojován s mírným zpomalením v klinickém zhoršení a  jen s malým pozitivním vlivem na kognitivní funkce, náladu, chování a schopnost provádět každodenní činnosti u středně těžké až těžké formy Alzheimerovy choroby. U mírného onemocnění jeho užití nenese žádných výhod.

## Nežádoucí účinky
Memantin je obecně dobře snášen. Časté nežádoucí účinky (≥1% pacientů) zahrnují zmatenost, závratě, ospalost, bolest hlavy, nespavost, neklid, a/nebo halucinace. Méně časté nežádoucí účinky patří zvracení, úzkost, hypertonie, zánět močového měchýře, a zvýšení libida.
Stejně jako mnoho jiných NMDA antagonistů, se memantin chová jako disociativní anestetikum při vyšších  dávkách. I přes ojedinělé zprávy, rekreační užívání memantinu je vzácné, vzhledem k omezené dostupnosti. Nemá většinu psychoaktivních účinků, které rekreační uživatelé obvykle hledají, jakými jsou euforie či halucinace.

## Farmakologie

### Glutamátergní (NMDA receptor)
Dysfunkce glutamátergní neurotransmise, projevující se jako neuronální excitotoxicita, má být zapojena do etiologie Alzheimerovy choroby. Cílení na glutamátergní systém, zejména NMDA receptory, nabízí nový přístup k léčbě vzhledem k omezené účinnosti stávajících léků zaměřených na cholinergní systém.